# Антонюк, Марина Витальевна
Мари́на Вита́льевна Антоню́к (род. 12 мая 1962, Пермь) — советская и российская легкоатлетка, специалистка по толканию ядра. Выступала за сборные СССР, СНГ и России по лёгкой атлетике во второй половине 1980-х — начале 1990-х годов, обладательница серебряной медали Кубка мира, победительница и призёрка первенств национального значения, участница чемпионата мира в Токио. Представляла Пермь. Мастер спорта СССР международного класса. Ныне — тренер по лёгкой атлетике.

## Биография
Марина Антонюк родилась 12 мая 1962 года в Перми.
Начала заниматься лёгкой атлетикой в возрасте 11 лет под руководством тренера И. С. Малафеева. Изначально специализировалась на метании диска, становилась победительницей всесоюзных юниорских первенств, участвовала в матчевой встрече со сборной США, в 1981 году выполнила норматив мастера спорта СССР. Из-за травмы спины в 1982 году перешла в толкание ядра.
Впервые заявила о себе в толкании ядра на взрослом всесоюзном уровне в сезоне 1985 года, выиграв серебряную медаль на зимнем чемпионате СССР в Кишинёве — уступила здесь только Ларисе Агаповой из Ленинграда. Также в этом сезоне на соревнованиях в Челябинске установила свой личный рекорд в данной дисциплине — 20,60 метра.
В 1986 году вошла в состав советской национальной сборной и выступила на Играх доброй воли в Москве, где с результатом 19,32 метра стала четвёртой.
На чемпионате СССР 1987 года в Брянске превзошла всех своих соперниц и завоевала золотую медаль.
В 1990 году на чемпионате СССР в Киеве была второй позади Натальи Лисовской. Позже заняла восьмое место на чемпионате Европы в Сплите и четвёртое место на Играх доброй воли в Сиэтле.
В 1991 году стала серебряной призёркой на зимнем чемпионате СССР в Волгограде, уступив Светлане Кривелёвой из Москвы. На летнем чемпионате страны в рамках Спартакиады народов СССР так же оказалась второй позади Кривелёвой. Принимала участие в чемпионате мира в Токио, где в финале показала седьмой результат — 19,12 метра.
В 1992 году представляла Объединённую команду, собранную из спортсменов бывших советских республик, на Кубке мира в Гаване — в личном зачёте стала второй, пропустив вперёд кубинскую толкательницу ядра Бельси Ласа, тогда как в командном зачёте вместе со своими соотечественницами заняла первое место.
Впоследствии оставалась действующей спортсменкой вплоть до 1996 года, хотя в последнее время уже не показывала сколько-нибудь значимых результатов на международной арене.
После завершения спортивной карьеры стала тренером по лёгкой атлетике, работала в спортивном клубе «Прикамье» и в Спортивной школе олимпийского резерва Кировского района в Перми.